# Marianne Kehlau
Marianne Kehlau (* 31. Januar 1925 in Hamburg; † 31. Oktober 2002 ebenda) war eine deutsche Schauspielerin, Hörspiel- und Synchronsprecherin.

## Leben
Marianne Kehlau wirkte in vielen Fernsehserien mit, darunter Das Traumschiff, Großstadtrevier, Die Schwarzwaldklinik, Die Bertinis, Der Landarzt und Freunde fürs Leben.
Anfang der 1950er Jahre hatte sie begonnen, ausländische Filmproduktionen zu synchronisieren. Unter den Schauspielerinnen, denen sie ihre Stimme lieh, waren Ingrid Bergman, Vivien Leigh, Deborah Kerr, Jane Wyman, Danielle Darrieux sowie Grace Kelly. Auch in der amerikanischen Fernsehserie Die Sopranos war sie zu hören, als Stimme von Nancy Marchand (als Livia Soprano).
Außerdem wirkte Kehlau bei einer ganzen Reihe von Hörspielen mit. Zum einen arbeitete sie für ein erwachsenes Publikum, zum Beispiel bei der Hörspielfassung von Am grünen Strand der Spree (1956) unter der Regie von Gert Westphal oder 1968 unter Regisseur Otto Düben im letzten Paul-Temple-Mehrteiler, in Paul Temple und der Fall Alex. Unter ihren Arbeiten finden sich aber auch viele Kinder- und Jugendhörspielserien, darunter Hanni und Nanni, Die Hexe Schrumpeldei (4 Rollen; 1973–1978), TKKG, Fünf Freunde und Hui Buh. Besonders oft war sie in Die drei ??? zu hören. Für ihre Rolle als Mrs. Hazelwood erhielt sie den Hörspiel-Award 2001, eine von Hörspiel-Fans initiierte Auszeichnung, über die seit 2000 jährlich im Netz abgestimmt werden kann.
Marianne Kehlau war bis zu dessen Tod 1993 mit dem Schauspieler Ernst von Klipstein verheiratet. Sie starb im Jahr 2002 mit 77 Jahren in ihrer Heimatstadt Hamburg.

## Filmografie
- 1956: Schatten in der 3. Avenue (Fernsehfilm)
- 1966: O Wildnis (Fernsehfilm)
- 1970: Industrielandschaft mit Einzelhändlern (Fernsehfilm)
- 1970: Ich töte (Fernsehfilm)
- 1972: Motiv Liebe (Fernsehserie)
- 1972: Der Held (Fernsehfilm)
- 1972: Hamburg Transit (Fernsehserie)
- 1973–1981: Sonderdezernat K1 (Fernsehserie), 3 Folgen
- 1974: Konfrontation
- 1974: Die Verrohung des Franz Blum
- 1974: Eine geschiedene Frau (Fernseh-Miniserie)
- 1975: Die schöne Marianne (Fernsehserie)
- 1975: Hilde Breitner (Fernsehfilm)
- 1975: John Glückstadt
- 1975: Tadellöser & Wolff (Fernsehfilm)
- 1975: Rufzeichen (Fernsehserie)
- 1976–1982: Vorsicht Falle! – Nepper, Schlepper, Bauernfänger (Fernsehserie), 4 Folgen
- 1976: PS – Geschichten ums Auto (Fernsehserie), 2 Folgen
- 1976: Gesucht wird …
- 1977–1978: Aus dem Logbuch der "Peter Petersen" (Fernsehserie), 2 Folgen
- 1978: Spannende Geschichten (Fernsehserie)
- 1979: Jenseits von Schweden (Fernsehfilm)
- 1979: Die Buddenbrooks (Fernsehserie), 2 Folgen
- 1979: Ein Mord, den jeder begeht (Fernsehfilm)
- 1981: Kreuzfahrten eines Globetrotters (Fernsehserie)
- 1981: Beate und Mareile (Fernsehfilm)
- 1981: St. Pauli-Landungsbrücken (Fernsehserie)
- 1982: Kreisbrandmeister Felix Martin (Fernsehserie)
- 1982: Das blaue Bidet (Fernsehfilm)
- 1982: Tatort: Wat Recht is, mutt Recht bliewen (Fernsehreihe)
- 1983: Das Traumschiff: Karibik (Fernsehserie)
- 1983: Der Paragraphenwirt (Fernsehserie)
- 1985: Die Schwarzwaldklinik (Fernsehserie)
- 1986: Zerbrochene Brücken (Fernsehfilm)
- 1986: Auf immer und ewig
- 1987–1995: Großstadtrevier (Fernsehserie), 4 Folgen
- 1988: Die Bertinis (Fernseh-Miniserie)
- 1988: Die Männer vom K3: Familienfehde (Fernsehserie)
- 1989–1992: Der Landarzt (Fernsehserie), 12 Folgen
- 1992: Freunde fürs Leben (Fernsehserie)
- 1993: Sylter Geschichten (Fernsehserie)
- 1994: Alles außer Mord (Fernsehserie)
- 1997: Frauen morden leichter (Fernsehreihe)
- 1997: Faust (Fernsehserie)
- 2001: Doppelter Einsatz (Fernsehserie)
- 2002: St. Angela (Fernsehserie)

## Hörspiele
- 1948: Wolfgang Borchert: Draußen vor der Tür (Ein Mädchen) – Regie: Walter Ohm (Radio München)
- 1956: Evelyn Waugh: Wiedersehen mit Brideshead – Regie: Hans Rosenhauer (HR/RB)
- 1978: Annette von Droste-Hülshoff: Allein mit meinem Zauberwort – Regie: Georg Brintrup (SWF)
- 1978: Jules Verne: Die Reise zum Mittelpunkt der Erde – Regie: Heikedine Körting (Europa)
- 1979: Die drei ??? … und der sprechende Totenkopf (Folge 6, als Mrs. Miller)
- 1979: Die drei ??? … und der grüne Geist (Folge 8, als Lydia Green)
- 1980: Die drei ??? … und die Geisterinsel (Folge 18, als Mrs. Barton)
- 1981: Die drei ??? … und die flammende Spur (Folge 20, als Mrs. Dobson)
- 1981: Die drei ??? … und der tanzende Teufel (Folge 21, als Mrs. Shaw)
- 1982: Die drei ??? … und der Ameisenmensch (Folge 32, als Latitia Radford)
- 1982: Europa Die Gruselserie (8): "Gräfin Dracula, Tochter des Bösen" als Gräfin Dracula
- 1983: TKKG: Die Rache des Bombenlegers (Folge 21, als Margot Glockner).
- 1985: Die drei ??? … und der unsichtbare Gegner (Folge 38, als Mrs. Shaw)
- 1986: Die drei ??? … und der weinende Sarg (Folge 42, als Mrs. Cross)
- 1987: TKKG: Alarm! Klößchen ist verschwunden (Folge 54, als Monique van Dorten)
- 1989: Die drei ??? … und der riskante Ritt (Folge 51, als Mercedes/Mrs. Douglas)
- 1990: TKKG: Stimme aus der Unterwelt (Folge 71, als Pauline Mehrfelder)
- 1995: TKKG: Die Opfer mit der kühlen Schnauze (Folge 93, als Ute Eschenbach)
- 1996: Die drei ??? … Dreckiger Deal (Folge 72, als Laura McLaughin)
- 1996: TKKG: Hilflos in eisiger Nacht (Folge 99, als Oma)
- 1997: Die drei ???: Stimmen aus dem Nichts (Folge 76, als Dr. Miller)
- 1999: TKKG: Der Diamant im Bauch der Kobra (Folge 115, als Elfriede Einhorn)
- 2000: TKKG: Frische Spur nach 70 Jahren (Folge 119, als Oma Nocke)
- 2001: Die drei ??? … Insektenstachel (Folge 97, als Janet Hazelwood)
- 2001: Die drei ??? … Hexenhandy (Folge 101, als Mrs. Jones)
- 2002: TKKG: Die gefährliche Zeugin verschwindet (Folge 130, als Anna Bolgakov)
- 2002: Die drei ??? … Der Mann ohne Kopf (Folge 106, als Amy Scream)